# Conseil consultatif

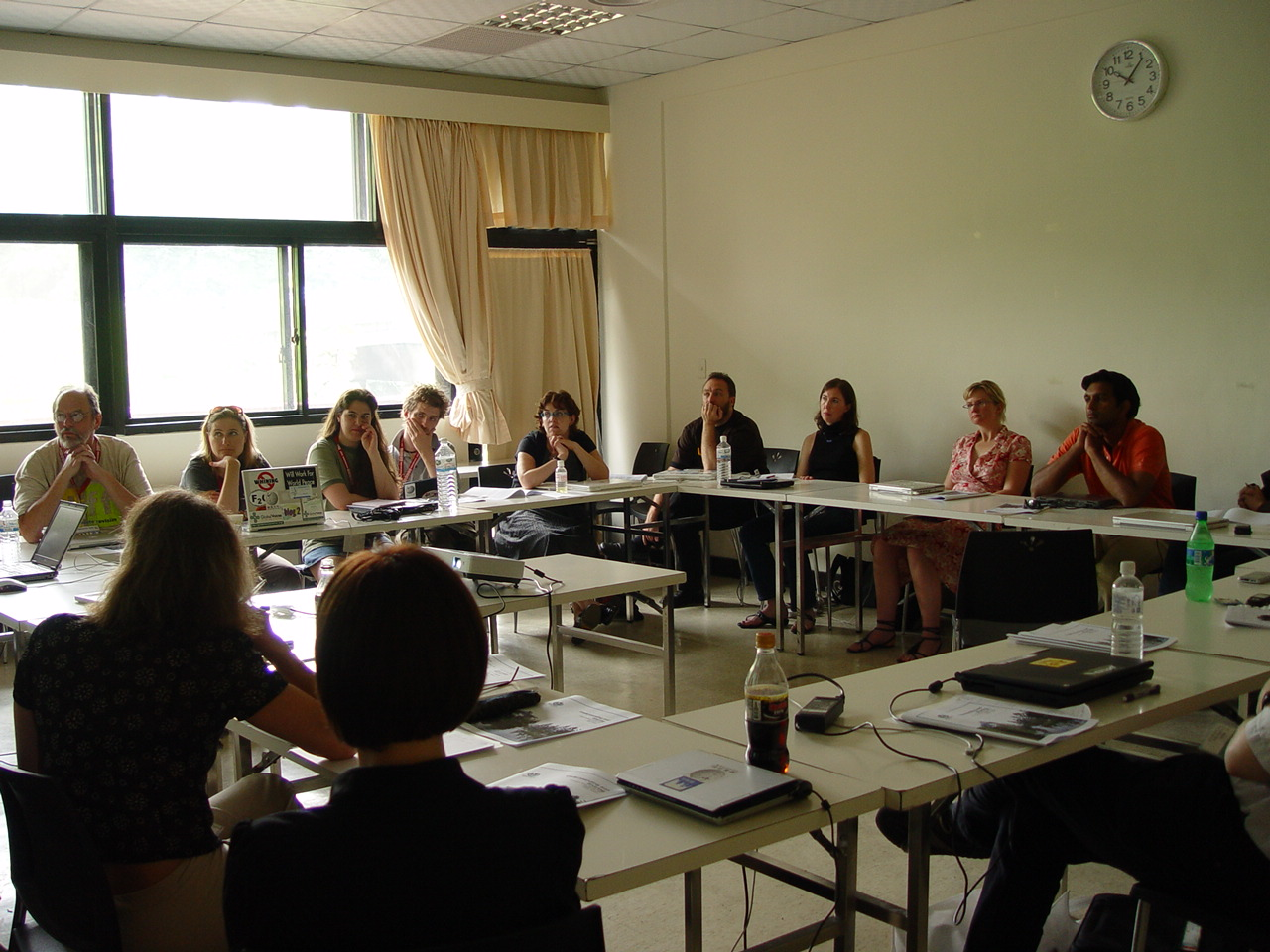
Réunion du conseil d'administration et du conseil consultatif de la Wikimedia Foundation, Taipei, 2007

Un conseil consultatif ou comité consultatif (Advisory Board en anglais, Rådgivande styrelse en suédois, Beirat en allemand, consejo consultativo en espagnol) est une assemblée de personnes, désignée par une autorité ou autoproclamée, chargée de donner des avis et conseils sur des thèmes donnés, politiques, scientifiques, techniques ou artistiques, relevant de sa compétence.
Il existe de très nombreux conseils consultatifs et comités consultatifs dans le monde, dont :

## Conseils consultatifs à compétences politiques

### Au niveau supranational
- Conseil économique et social des Nations unies
- Comité économique et social européen

### Au niveau national

#### Conseils économiques, sociaux et environnementaux
- Conseil national économique, social et environnemental (Algérie)
- Conseil économique et social (Cameroun)
- Conseil économique et social (Côte d'Ivoire)
- Conseil économique et social (Espagne)
- Conseil économique, social et environnemental (France)
- Conseil économique et social (Gabon)
- Conseil économique et social (Liban)
- Conseil économique et social (Maroc)
- Conseil économique et social (Sénégal)
- Conseil économique et social (Tunisie)

#### Conseils de laChouraau Moyen-Orient
- Assemblée consultative (Arabie saoudite) (unicaméral)
- Conseil consultatif (Bahreïn) (chambre haute)
- Conseil consultatif (Égypte) (chambre haute)
- Conseil consultatif (Oman) (chambre basse)
- Parlement du Pakistan
- Conseil consultatif (Qatar) (unicaméral)
- Conseil consultatif (Yémen) (chambre haute)

### Au niveau régional
- Conseil économique et social de Wallonie
- Conseil économique, social et culturel de Polynésie française
- Conseil économique, social et environnemental régional (France)

### Au niveau local
- Conseil consultatif de commune associée, dans le cas de commune associée
- Conseil de développement
- Conseil de quartier
- Comité de quartier
- Chōnaikai (Japon)

## Comités consultatifs à compétences spécifiques

### Au niveau international
- Comité consultatif des Églises orthodoxes orientales
- Comité consultatif international télégraphique et téléphonique
- Comité consultatif de la CECA

### Au niveau national

#### Belgique
- Comité consultatif de Bioéthique de Belgique

#### États-Unis
- Comité consultatif pour l'uranium
- Comité national de recherche pour la défense
- Comité consultatif national pour l’aéronautique (NACA, le prédécesseur de la NASA)

#### France
- Comité consultatif à l'identité bretonne
- Comité consultatif de Bretagne
- Comité consultatif des réseaux d'observation météorologique
- Comité consultatif national d'éthique
- Comité consultatif médical
- Comité consultatif pour la révision de la Constitution
- Comité consultatif de protection des personnes dans la recherche biomédicale

## Conseil consultatif dans les fictions
- Conseil consultatif royal de Naboo, dans la Guerre des Étoiles.